# Sławomir Kosieliński
Sławomir Mirosław Kosieliński (ur. 23 lipca 1968 w Warszawie) – dziennikarz, historyk, publicysta, wykładowca akademicki, współzałożyciel Fundacji „Instytut Mikromakro” (think-tank).

## Życiorys
Od 1987 r. do 1992 r. studiował historię na Uniwersytecie Warszawskim (Instytut Historyczny Uniwersytetu Warszawskiego). Pracę magisterską napisał o skulskich ochweśnikach – wędrownych handlarzach ze Skulska i Ślesina, posługujących się specjalnym żargonem – kminą ochweśnicką. Następnie uzyskał stypendium Ministerstwa Spraw Zagranicznych Królestwa Hiszpanii i w latach 1995–1996 prowadził badania nad wykorzystaniem Internetu i multimediów w nauczaniu historii (Universitat de les Illes Balears) oraz nad przewodnikami turystycznymi jako źródłem historycznym (Universidad Complutense de Madrid). Po powrocie ze stypendium został dziennikarzem tygodnika „Computerworld”, w którym pracował do grudnia 2010 r. Obecnie prowadzi think-tank Fundację „Instytut Mikromakro” i jest wykładowcą Collegium Civitas. Specjalizuje się w zakresie zarządzania państwem za pomocą technik informacyjnych i komunikacyjnych, zamówień publicznych, nowych technologii pobudzających rozwój miast, bezpieczeństwa narodowego oraz planowania strategicznego metodą foresight, a także pozyskiwania społecznej akceptacji na rzecz dronów i robotów.
W latach 2004–2006 wykładał w Instytucie Społecznej Psychologii Informatyki i Komunikacji Szkoły Wyższej Psychologii Społecznej w Warszawie (SWPS). Natomiast od 2007 r. wykłada w Studium Podyplomowym „Społeczeństwo Informacyjne” na Uniwersytecie Jagiellońskim (Uniwersytet Jagielloński), zaś od 2011 r. w Collegium Civitas.

## Osiągnięcia
W 2005 r. otrzymał prestiżową nagrodę polskiego środowiska informatycznego „Info Star” za propagowanie informatyki.
W 2008 r. współautor scenariuszy rozwojowych Polski w ramach Narodowego Programu Foresight „Polska 2020” – „Technologie informacyjne i komunikacyjne”. W projekcie małopolskiego foresight „Perspektywa technologiczna Kraków – Małopolska 2020” pod jego redakcją ukazał się raport końcowy. Natomiast w 2012 r. wraz ze swoją Fundacją napisał „Scenariusze ochrony zdrowia 2020” na potrzeby projektu „Elektroniczna Platforma Gromadzenia, Analizy i Udostępnianie Zasobów Cyfrowych o Zdarzeniach Medycznych”, prowadzonego przez Centrum Systemów Informacyjnych Ochrony Zdrowia. W 2012 r. brał udział w badaniach potencjału Gdańska w zakresie smart city na zlecenie Prezydenta Miasta Gdańska. W efekcie powstał raport „Potencjał Gdańska w zakresie inteligentnego miasta”. W 2013 r. w ramach współpracy z Fundacją Wspomagania Wsi i jej Akademią Wójta napisał książkę „Energia w gminie. Od grup zakupowych do energetyki obywatelskiej. Przewodnik energetyczny”.
Współautor raportów Fundacji Instytut Mikromakro o robotyzacji: „Człowiek – maszyna – bezpieczeństwo” (2013) oraz „Roboty w przestrzeni publicznej” (2014). Prowadzi zarazem badania rynku systemów bezzałogowych, których wyniki opublikowano w raportach „Rynek dronów w Polsce. Księga popytu i podaży” (2015) i „Rynek dronów w Polsce. Świt w dolinie śmierci” (2017) oraz „Rynek dronów w Polsce. Jutrzenka. Edycja 2018”. Współtworzył również podręcznik dla Jednostek Samorządu Terytorialnego „Jak kupować drony i usługi dronowe w zamówieniach publicznych” na zlecenie Ministerstwa Rozwoju (2020).
Jest pomysłodawcą i organizatorem m.in. dziewięciu konferencji „Wolność i bezpieczeństwo” (2004 – 2012), siedmiu konferencji „Państwo w mikro- i makroskali” (2005- 2011), siedmiu Forów Usług Szerokopasmowych (2004- 2010), konferencji „Pięć żywiołów. Wolność – informacja – bezpieczeństwo” (2013, 2014, 2015, 2016, 2017, 2018). Współtwórca Parady Robotów – Droniady, statycznych i dynamicznych pokazów bezzałogowych statków powietrznych i robotów (2014, 2015, 2016, 2017, 2018, 2019), wcześniej zaś pięciu pokazów, treningów i manewrów z zakresu zarządzania kryzysowego (2009 – 2013).
Ma w swoim dorobku publikacje m.in. w tygodniku „Polityka” i dzienniku „Rzeczpospolita”.